# Complex d'espècies críptiques
En biologia, un complex d'espècies críptiques és un grup d'espècies que satisfan la definició biològica d'espècie —això és, que estan aïllats reproductivament d'altres espècies— però no són distingibles morfològicament. Les espècies individuals dins del complex poden només ser separades utilitzant dades no morfològics, tals com les anàlisis de seqüències d'ADN, bioacústica, o a través dels estudis d'història de la vida. Poden, però no necessiten ser-ho, parapàtriques, sovint simpàtriques i a vegades al·lopàtriques.
Exemples:
- Grivetes Catharus minimus i Catharus bicknelli
- Família dels rinocríptids Rhinocryptidae
- Astraptes fulgerator (se'n sospiten diversos casos).

Un concepte relacionat és el de superespècie. Aquest és un grup d'almenys dues espècies més o menys distintives amb distribucions aproximadament parapàtriques. No totes les espècies críptiques són superespècies, i viceversa, però moltes ho són.
Exemples:
- Puffinus puffinus - no és una superespècie, però el grup de P. yelkouan formalment els conté.
- Phylloscopus collybita
- Família dels rinocríptids Rhinocryptidae